# Markims landskommun
Markims landskommun var en tidigare kommun i Stockholms län.

## Administrativ historik
Landskommunen bildades 1863 ur Markims socken i Seminghundra härad i Uppland. Vid kommunreformen 1952 uppgick denna landskommun i Vallentuna landskommun som 1971 ombildades till Vallentuna kommun.